# Hold utca (Budapest)
A Hold utca Budapest V. kerületében, a Lipótvárosban, a Bank utca 2.-től az Alkotmány utca 17.-ig vezet.

## Története
A 19. század első felében négy olyan utca is volt a Lipótvárosban, amelynek neve a napszakokhoz, illetve ezek váltakozásához kapcsolódott. Az egyik ezek közül a Holdvilág utca volt.
Az utca neve többször változott: Holdsugár utca (Mondschein Gasse; 1838), Mond Gasse (Hold utca; 1850), Hold utca (1874), gróf Klebelsberg Kuno utca (1938), Hold utca (1947), Rosenberg házaspár utca (1953), majd 1991-től ismét Hold utca.
Nyomvonala eredetileg a Bank utcától a Báthory utcáig tartott. Az 1880-as években hozzácsatolták a Fa tér nagy részét is és a nyomvonal a mai Alkotmány utcáig meghosszabbodott.

## Nevezetes épületei
- Hold utcai vásárcsarnok

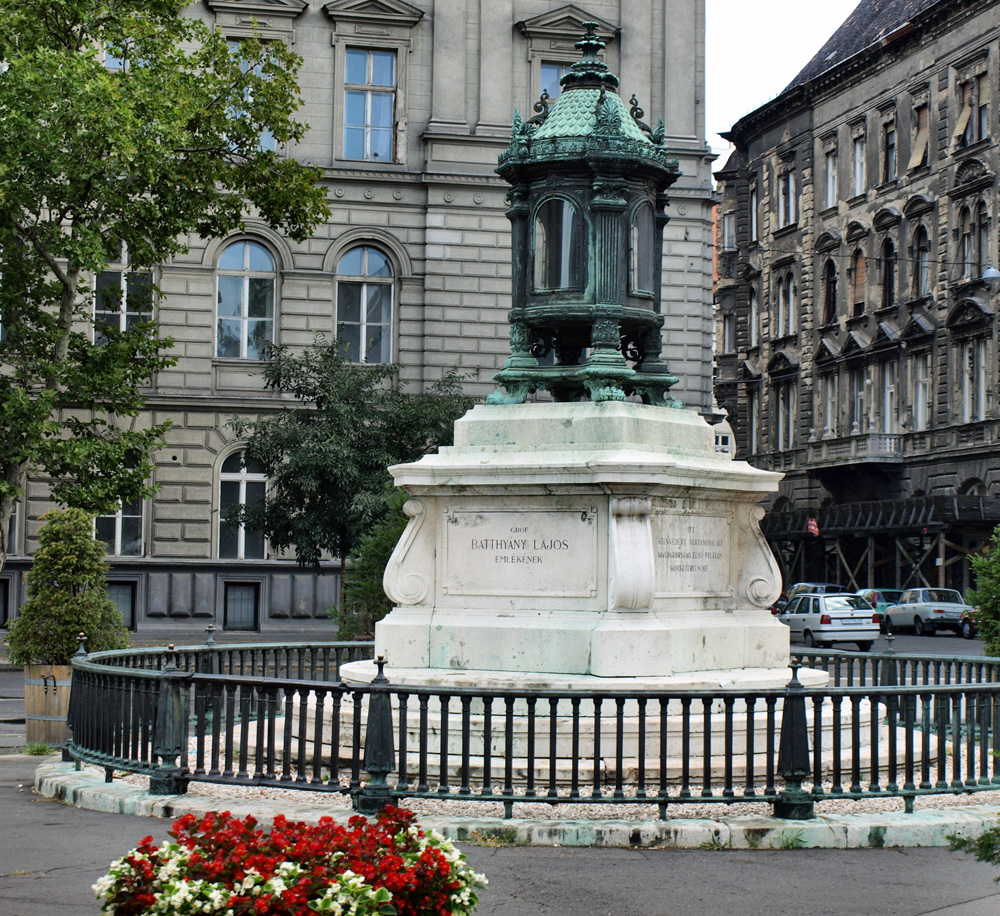
Batthyány-örökmécses

- Hold utca 18–20. a Németajkú Református Egyházközség temploma.
- A Báthory utca és a Hold utca találkozásánál levő kiszélesedésnél áll a Batthyány-örökmécses.